# Spur & The Big Apple
Spur & The Big Apple is een familie-achtbaan in het Nederlandse attractiepark Duinen Zathe. Het is een model Big Apple MB28 van de Italiaanse fabrikant Pinfari.
De achtbaantrein heeft de vorm van een rups die door een grote constructie van een appel rijdt.
De attractie opende vermoedelijk niet later dan 1978 als Big Apple en is de eerste achtbaan van het park. Het park Duinen Zathe verhuisde in 2002 om ruimte te bieden voor grotere attracties en verdere uitbreidingen. De achtbaan werd mee verhuisd en gaat sinds 2002 door het leven onder de naam Spur & The Big Apple.